# SalfaCorp
SalfaCorp es un grupo empresarial del sector de la construcción, con un modelo de negocios que abarca los ámbitos de ingeniería, construcción y el área inmobiliaria.
Fue fundada en 1929 como empresa bajo el nombre de Salinas y Fabres Hnos Ltda.
El año 2003 se obtuvo la certificación internacional ISO 9001:2000
El año 2004 se abrió a la Bolsa de Valores de Chile, obteniendo recursos para comenzar un plan de expansión que contempló, entre otros aspectos, la inversión en terrenos para acelerar el crecimiento del área inmobiliaria. Actualmente desarrolla proyectos en Latinoamérica y el Caribe, con presencia en Perú, Colombia y Panamá a través de diferentes unidades y consorcios.
El 2016 se ubica en la posición 215 del ranking Top 250 Global Contractors, siendo la única firma chilena del rubro.
Para el año 2020, SalfaCorp cuenta con un total de 12949 empleados. Además de eso, también cabe destacar que se ubica en el puesto N° 21 del ranking de empresas chilenas.

## Obras destacadas
- (1938) Estadio Nacional.
- (1946) Templo Votivo de Maipú.
- (1958) Clínica Santa María.
- (2012) Costanera Center.
- Clínica Las Condes.
- Espacio Urbano Pionero.
- Mall Paseo Costanera.
- Casino de Pucón.
- Hospital Herminda Martin.